# Cool TV
Cool TV – węgierski kanał telewizyjny o charakterze rozrywkowym. Został uruchomiony w 2003 r. jako m+; od 2004 r. funkcjonuje pod bieżącą nazwą.